# Heather Knight
Heather Clare Knight OBE (* 26. Dezember 1990 in Rochdale, Vereinigtes Königreich) ist eine englische Cricketspielerin, die seit 2010 für die englische Nationalmannschaft spielt und von 2016 bis 2025 ihre Kapitänin war.

## Kindheit und Ausbildung
Knight, geboren in Rochdale, wuchs in Plymouth auf und spielte dort Cricket für Plymstock. Nach der Schule hatte sie ein Angebot der Cambridge University für das Fach der Naturwissenschaften, das sie jedoch ablehnte, um sich mehr dem Cricket zu widmen. Stattdessen besuchte sie die Cardiff University.

## Aktive Karriere

### Anfänge in der Nationalmannschaft
Ihre Debüt in der Nationalmannschaft absolvierte sie beim fünften WODI der Tour Englands in Indien im März 2010, bei dem sie 49 Runs und somit knapp das Fifty verpasste. Im November 2010 hatte sie auch ihr Debüt im WTwenty20 auf der Tour in Sri Lanka. Ihr erstes WODI-Half-Century gelang ihr auf der Tour in Australien im Januar 2011 mit 72 Runs im zweiten WODI. Bei der Tour absolvierte sie auch ihren ersten WTest. Im Oktober 2011 konnte sie ein weiteres Fifty über 55* Runs im dritten WODI auf der Tour in Südafrika erzielen, wofür sie als Spielerin des Spiels ausgezeichnet wurde.
An ihrer ersten Weltmeisterschaft nahm sie beim Women’s Cricket World Cup 2013 teil, wobei ihre beste Leistung 38 Runs bei der Vorrunden-Niederlage gegen Sri Lanka waren. Im August 2013 kam Australien für eine Tour nach England, wobei sie im WTest ein Century über 157 Runs aus 338 Bällen erzielte und dafür als Spielerin des Spiels ausgezeichnet wurde. Auch gelang ihr ein Fifty über 69 Runs im dritten WODI. Bei der folgenden Tour in Australien konnte sie mit zwei Half-Centurys (55 und 57 Runs) ebenfalls eine wichtige Rolle spielen.

### Einsätze als Bowlerin
Bei der ICC Women’s World Twenty20 2014 kam sie mit dem Team ins Finale und war dort mit 29 Runs die beste englische Batterin, jedoch reichte dieses nicht aus um sich gegen Australien durchzusetzen. Nachdem sie schon für Berkshire und die Hobart Hurricanes die Kapitänsrolle übernommen hatte, stieg sie in 2014 als Vize-Kapitänin der Nationalmannschaft auf und erhielt im Mai 2014 einen der 18 neuen zentralen Verträge. Im August 2014 spielte sie auf der Tour gegen Indien und konnte dort im ersten WODI nicht nur mit ihren Half-Century über 53 Runs einen Beitrag Leisten, sondern auch als Bowlerin, als sie 3 Wickets für 28 Runs erzielte und wurde als Spielerin des Spiels ausgezeichnet. Nachdem sie auf Grund einer Oberschenkelverletzung von medium auf Off-Spin-Bowling umgestellt hatte, wurde sie seitdem häufiger als Bowlerin eingesetzt. Im Februar 2015 reiste sie mit dem Team nach Neuseeland und konnte dort einmal 4 Wickets für 47 Runs im ersten WODI und einmal 79 Runs im dritten WODI erzielen. Auch gelangen ihr 3 Wickets für 10 Runs im ersten WTWenty20, die ihr eine Auszeichnung als Spielerin des Spiels einbrachte.
Ein Jahr später auf der Tour in Südafrika erzielte sie zwei Fifty über 61 und 67* Runs. Daraufhin reiste sie mit dem Team nach Indien für den ICC Women’s World Twenty20 2016. Ihre beste Leistung erzielte sie mit 3 Wickets für 15 Runs gegen den Gastgeber und wurde dafür als Spielerin des Spiels ausgezeichnet. Im Anschluss an das enttäuschende Ausscheiden im Halbfinale wurde die bisherige Kapitänin Charlotte Edwards abgesetzt und Knight als ihre Nachfolgerin bestimmt. Auf der ersten Tour in dieser Funktion gegen Pakistan konnte sie im ersten WODI neben einem ungeschlagenen Fifty über 50* Runs mit 5 Wickets für 26 Runs ihre beste Karriereleistung als Bowlerin verbuchen. Im November 2016 folgte in Sri Lanka ein Half-Century über 53 Runs.

### Als Kapitänin an der Weltspitze
Im Sommer 2017 kam es zum Women’s Cricket World Cup 2017 auf heimischen Boden. In der Vorrunde konnte sie gegen Pakistan 106 Runs aus 109 Bällen erzielen und damit ihr erstes ODI-Century. Im folgenden Spiel gegen Sri Lanka konnte sie ein Fifty über 82 Runs hinzufügen. Im letzten Gruppenspiel gegen die West Indies gelang ihr dann ein weiteres Half-Century über 67 Runs und damit eine Auszeichnung als Spielerin des Spiels. In der Folge führte sie das Team ins Finale, wo sie sich gegen Indien die Weltmeisterschaft sichern konnten. Zu Beginn der Saison 2017/18 traf man für die Ashes auf Australien. In den WODIs konnte sie mit 88* Runs ein ungeschlagenes Fifty erzielen. In den WTwenty20s gelang ihr ebenfalls mit 51 Runs ihr erstes WTWenty20-Fifty und sie wurde als Spielerin der Serie ausgezeichnet. Im abschließenden Test erzielte sie zwei Half-Century über 62 und 79* Runs. Insgesamt erzielte das Team ein Remis in der Serie, womit Australien die Ashes behielt.

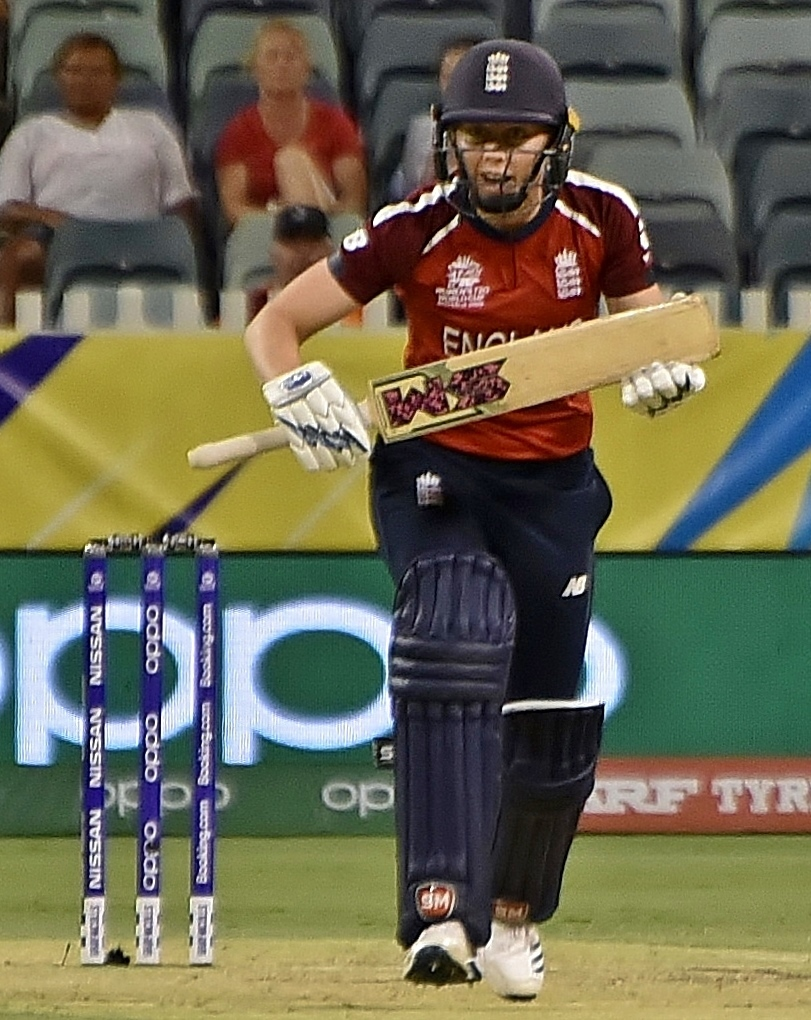
Heather Knight im Jahr 2020

Im Sommer 2018 traf die Mannschaft zunächst auf Südafrika, wobei sie ein Fifty über 80* Runs erzielte, und dann auf Neuseeland, wobei ihr ebenfalls ein Half-Century über 63 Runs gelang. Beim ICC Women’s World Twenty20 2018 konnte sie vor allem im Halbfinale gegen Indien mit 3 Wickets für 9 Runs einen wichtigen Beitrag zum Finaleinzug leisten. Dort unterlag das Team dann gegen Australien. Im März 2019 konnte sie ein weiteres Fifty gegen Sri Lanka erzielen (61 Runs), ebenso wie im Sommer 2019 gegen die West Indies (94 Runs). Gegen Pakistan zu Beginn der Saison 2019/20 konnte sie im zweiten WODI 86 Runs erspielen. Als Vorbereitung auf die kommende Weltmeisterschaft im WTwenty20-Cricket absolvierte sie mit dem Team ein Drei-Nationen-Turnier, wobei ihr gegen Indien (67 Runs) und Australien (Runs) jeweils ein Fifty gelangen. Beim ICC Women’s T20 World Cup 2020 konnte sie mit 108* Runs aus 66 Bällen ein Century gegen Thailand erzielen, gefolgt von einem Fifty über 62 Runs gegen Pakistan. In beiden Spielern wurde sie als Spielerin des Spiels ausgezeichnet. Jedoch schied das Team im Halbfinale gegen Indien aus, da das nach Regenfällen abgesagte Spiel den in der Vorrunde besser platzierten Inderinnen zugesprochen wurde. In dessen Folge kam es zur COVID-19-Pandemie und einer Reduzierung des Spielplans.

### Aktuelle Entwicklungen
Auf der Tour gegen Neuseeland in der Saison 2020/21 gelangen ihr dann zwei Fifties (67* und 60 Runs). Im Sommer 2021 konnte sie in einem WTest gegen Indien 95 Runs erzielen. Auf der anschließenden Tour gegen Neuseeland konnte sie neben einem Half-Century über 89 Runs, ein Century über 101 Runs aus 107 Bällen und im letzten WODI 3 Wickets für 24 Runs erzielen. Dafür wurde sie als Spielerin der Serie ausgezeichnet. Im Januar 2022 konnte sie beim Test in Australien mit einem Century über 168* Runs aus 294 Bällen England vor der Niederlage bewahren und wurde als Spielerin des Spiels ausgezeichnet. Daraufhin führte sie das Team zum Women’s Cricket World Cup 2022 und erreichte gegen Indien ein Half-Century über 53* Runs. England erreichte das Finale und scheiterte dort an Australien. Im Sommer erreichte sie dann gegen Südafrika in den ODIs ein Fifty über 63 Runs. In den Twenty20s der Tour zog sie sich eine Hüftverletzung zu und verpasste so die Commonwealth Games 2022. Daraufhin musste sie sich einer Operation unterziehen und fiel so für weitere Monate aus. Bei der Tour in den West Indies im November war sie dann wieder Teil des Teams. Beim ICC Women’s T20 World Cup 2023 führte sie dann das englische Team, scheiterte mit diesem jedoch im Halbfinale an Gastgeber Südafrika. Ihre beste Leistung im Turnier waren 32* Runs gegen die West Indies.